# Paron (Francja)
Paron – miejscowość i gmina we Francji, w regionie Burgundia-Franche-Comté, w departamencie Yonne.
Według danych na rok 1990 gminę zamieszkiwało 4537 osób, a gęstość zaludnienia wynosiła 432 osoby/km² (wśród 2044 gmin Burgundii Paron plasuje się na 50. miejscu pod względem liczby ludności, natomiast pod względem powierzchni na miejscu 898.).